# 朝戸鉄也
朝戸 鉄也（あさど てつや、本名および旧芸名：朝戸 正明〈あさど まさあき〉、1935年〈昭和10年〉7月25日 - 2018年〈平成30年〉11月15日）は、日本の俳優、声優。テアトル・エコー所属。妻は声優の向井真理子。由美川 淳一、南美野 勇（なみの　いさむ）の芸名でも活動した。

## 来歴
神奈川県横浜市出身。横浜市立横浜商業高等学校卒業。ラジオ東京放送劇団（後のTBS放送劇団。現・法人としてはTBSホールディングス、ラジオ局としてはTBSラジオ）、1960年から1961年の時点ではフリーランスで活動し、タレントエージェント、河の会、赤坂プロなどを経て1995年3月9日にテアトル・エコー演技部に所属していた。
初舞台は『十二年目の若者』。
前述の経歴から開局当初のTBS作品でキャリアを積み、1956年から半年間放送されたSFテレビドラマ『誰か見ている』で空飛ぶ円盤を操るアンチクトン人のうちの一人を演じたほか、1957年には同局のラジオドラマ『赤胴鈴之助』で子役時代の吉永小百合や藤田弓子とも共演した。1965年から日本テレビ系で放送された子供番組『おはよう!こどもショー』では、怪獣の解説をする「怪獣おじさん」として出演、「ロバくん」として出演していた無名時代の愛川欽也と共演している。

## 人物
舞台・吹き替え・テレビアニメ・特撮など、多岐にわたる多数の作品に出演している。若い頃は二枚目の役が多かったが、『ぞうのババール』で演じた小さいネズミの役が転機となり、以降は様々な役を演じている。
芸名が多い理由について後に、シャイな性格から「ひっそりと役者をやっていたい」という思いがあり、出演作のヒットで名前が売れそうになると改名を繰り返していたためだと明かしている。
特技は茶道（裏千家）。
息子と娘がいた。

## 出演

### テレビドラマ
- コーヒー二つ（1955年、KRテレビ）※テレビデビュー作[12]
- 誰か見ている（1956年、KRテレビ） - アンチクトン人[16] ※「由美川淳一」名義
- キス夫とミー子（1956年、KRテレビ）
- 猟銃（1957年、KRテレビ） [12]
- 夜の酒場 [12]
- 惑星への招待（1957年、KRテレビ） [12]
- 三日の客（1957年、KRテレビ） [12]
- 見合合戦（1958年、KRテレビ） [12]
- 胡椒息子（TBS）
- 太陽にほえろ!（第403話 寿司屋の客、日本テレビ）
- 特別機動捜査隊（第134話、NETテレビ）
- 熱帯夜（フジテレビ）
- おやじの日曜日（フジテレビ）
- 伊勢志摩同窓会殺人事件（テレビ朝日）

### 舞台
- お気に召すまま（シェークスピア作）
- プラザ・スィート（ニール・サイモン作）
- ブリタニクス（ラシーヌ作）
- ホテル・ボルチモア
- 陽気な幽霊（ノエル・カワード作）
- われらが青春のマリアンヌ（ギイ・フォアシイ作）

### 吹き替え

#### 映画
- エイリアン2（エイポーン軍曹〈アル・マシューズ〉）※TBS版
- エクスタミネーター（マイナー〈トニー・ディベネデット〉）※テレビ東京版（BD収録）
- 襲われた幌馬車（リッジ〈ニック・アダムス〉）※日本テレビ版
- 風に向って走れ（エイモス〈ジェームズ・ギャモン〉、インディアン1、兵士3）※フジテレビ版
- カンフーキッド/好小子（ギャング3）※日本テレビ版
- 北国の帝王（シガレット〈キース・キャラダイン〉）※フジテレビ版（BD収録）
- 刑事ニコ/法の死角（サルバノ）※DVD版
- コマンドー（フォレスタル 他）※TBS版
- サスペリア ※テレビ東京版（DVD・BD収録）
- 地獄のバスターズ（フレッド〈フレッド・ウィリアムソン〉[18]）日本テレビ版（BD収録）
- シシリアン ※テレビ東京版（BD収録）
- シャーロック・ホームズの冒険（フィルマーニ）
- ジャッジ・ドレッド（ジャッジ・ジェラルド・シルバー）※フジテレビ版
- スプラッシュ（警官）※フジテレビ版
- 空の大怪獣Q（ケイヒー）※テレビ東京版（放送タイトルは「襲う巨大怪鳥」。BD収録）
- ダイ・ハード（ハリー・エリス〈ハート・ボックナー〉）※フジテレビ版
- デッドフォール（フェイス、警官）※DVD版
- チェンジリング（デ・ウィット警部〈ジョン・コリコス〉）※テレビ東京版（BD収録）
- トム・クルーズ/栄光の彼方に ※日本テレビ版（BD収録）
- ナイルの宝石 ※フジテレビ版
- ナルニア国物語（BBC）（グリムフェザー）
- ニンジャリアン（ハンター〈キャメロン・ミッチェル〉）
- バイオレント・サタデー（ウォルター・ステニングス〈サンディ・マクピーク〉）※日本テレビ版（BD収録）
- 旗もなく
- パラダイン夫人の恋（アンドレ〈ルイ・ジュールダン〉）※NHK版
- ハード・トゥ・キル（バーノン・トレント〈ウィリアム・サドラー〉）※DVD版
- ハリーとヘンダスン一家 ※TBS版
- ビッグ・ボス ※TBS版（DVD・BD収録）
- 復讐の用心棒（スリム〈ジョージ・イーストマン〉）
- 不思議の国のアリス（3月ウサギ〈ピーター・セラーズ〉）※VHS版
- フランティック（刑事〈イヴ・レニエ〉）※ビデオ版
- プリズン（ライノ〈スティーヴン・E・リトル〉）※テレビ東京版（DVD収録）
- プレデター2（ポープ〈モートン・ダウニー・Jr.〉）※テレビ朝日版
- ブロードキャスト・ニュース（ビル〈ジャック・ニコルソン〉）※TBS版（DVD収録）
- 未来世紀ブラジル（ハーヴェイ・ライム）
- 名犬ラッシー/ラッシーの大冒険（マクドナルド）※ビデオ版
- ルームメイト ※ビデオ版
- 友情ある説得（ジョシュ〈アンソニー・パーキンス〉）
- 陽気なドン・カミロ（フランコ・インテルリンギ）

#### ドラマ
- ER緊急救命室第3シーズン（ケナー）
- Xファイルシリーズ
  - シーズン1 "宿主"（下水道職員）
  - シーズン3 "骨董"
- 宇宙大作戦
- 男ひとたび立てば（ピート〈ポール・ピーターソン〉）
- コラプターズ（ジャック・フルッド）
- サンセット77
- スカイホーク
- 0011ナポレオン・ソロ #4（チャック〈バート・ブリンカーホフ〉）
- 逃亡者
- ドクターウェルビー「フルートの音の消える時」（デイブ〈マイケル・ラレイン〉）
- 2000マリブ・ロード 美しき疑惑
- バッファロー・ビルの冒険
- ハワイアン・アイ（トム・ロパカ）
- ビバリーヒルズ高校白書（ジム・ウォルシュ）
- ビバリーヒルズ青春白書（ジム・ウォルシュ）
- 弁護士ジャッド「ガラスの迷路」（エリック〈ブライアン・ベッドフォード〉）
- ボナンザ（ジョー）
- 猛獣ジャングル
- 四人の脱獄囚（ボビー・ダーリン）
- 名探偵ポワロ スペイン櫃の謎

#### アニメ
- イエロー・サブマリン（ジョージ・ハリスン）
- ザ・シンプソンズ（レニー・レオナルド〈初代〉、ゲイリー・チェルマーズ教育長〈初代〉、クレタス・スペクラー〈初代〉、モグラ男〈初代〉 他）※シーズン14まで
  - ザ・シンプソンズ MOVIE（レニー・レオナルド、クレタス・スプケラー）※オリジナル版
- ぞうのババール（バジル、トリュフ）
- ロボコップ THE ANIMATION（ウォーレン・リード巡査部長）
- 101匹わんちゃん（TVアナウンサー）

#### 人形劇
- キャプテン・スカーレット
  - エンゼル機対ミステロン（ジャクソン）
  - スペクトラム基地あやうし!（ディーン少尉）
  - 原子炉爆発寸前!（運転手）
- サンダーバード
  - オーシャンパイオニア号の危機（ジェンソン）
  - 海上ステーションの危機（原子力潜水艦大尉）
- ジョー90
  - 北海のミサイル回収（機長）
  - 決死のスピードレース（フランス人将校）
  - 身がわり王子（運転手）
  - タイガー作戦紛糾（二等兵）
  - 恐怖の爆薬トラック（キング）
  - 魔神ビラギラの呪い（アタカ）
- スーパーカー 危うし! 原子力機関車（ラジオ・アナウンサー）※フジテレビ版
- ロンドン指令X ねらわれたサーキット（ピート・マッキントッシュ）

### 特撮
- 円盤戦争バンキッド（ティーバス大尉の声、アイビルン大尉の声）
- おはよう!こどもショー
  - レッドマン（解説の怪獣おじさん）
  - 行け!ゴッドマン（解説の怪獣おじさん[9]）※本編にも出演
  - 行け! グリーンマン（解説の怪獣おじさん[9]）
  - 行け! 牛若小太郎（解説の小太郎おじさん）
- 仮面ライダーシリーズ
  - 仮面ライダー (スカイライダー)（コゴエンスキーの声、ライダーマンの声、仮面ライダーアマゾンの声）
  - 仮面ライダースーパー1（スネークコブランの声、ギョストマの声、バチンガルの声、ツリボットの声、ハシゴーンの声）
    - 劇場版 仮面ライダースーパー1（仮面ライダーストロンガーの声、再生怪人の声）
- バトルホーク（再生どくろ鎌の声）
- メガロマン（第16、18話のアナウンサー[要出典]）※ノンクレジット

### テレビアニメ
- 鉄腕アトム (アニメ第1作)（1963年、透明ロボット、電光人間）
- 怪物くん（1968年）
- 巨人の星（1969年 - 1971年、長嶋茂雄[要出典]）
- タイガーマスク（1970年、ルドルフ[19]）
- さすらいの太陽（1971年、江川いさお）
- まんが 花の係長（1977年、ウイリアム・バートン）
- 手塚治虫物語 ぼくは孫悟空（1989年）
- MASTERキートン（1998年、刑事）

### OVA
- 銀河英雄伝説外伝 千億の星、千億の光（1998年、セレブレッゼ）

### ソノシートなど
- しょうちゃんかみしばい ドラえもん（剛田武）
- ウルトラ怪獣えかきうた図鑑（1971年、サン企画） - レッドキングとザザーンの絵描き歌を担当。
- 仮面ライダーえかきうた絵本（1971年、サン企画） - コブラ男の絵描き歌を担当。

### テレビ番組
- ファミナビ
- 爆報! THE フライデー（2012年1月27日放送分）※峰竜太の思い出深い共演者としてゲスト出演。

## 後任・代役
| 後任         | 役名                                   | 概要作品             | 後任の初担当作品 |
| ------------ | -------------------------------------- | -------------------- | ---------------- |
| 猪瀬光博     | クレタス・スパックラー                 | 『ザ・シンプソンズ』 | シーズン15以降   |
| 玉野井直樹   | ガリバルディー・ゲイリー・チェルマーズ | 『ザ・シンプソンズ』 | シーズン15以降   |
| ケンコー     | モグラ男                               | 『ザ・シンプソンズ』 | シーズン15以降   |
| 足立りょう太 | レニー・レオナルド                     | 『ザ・シンプソンズ』 | シーズン15以降   |